# Ministro (cristianismo)

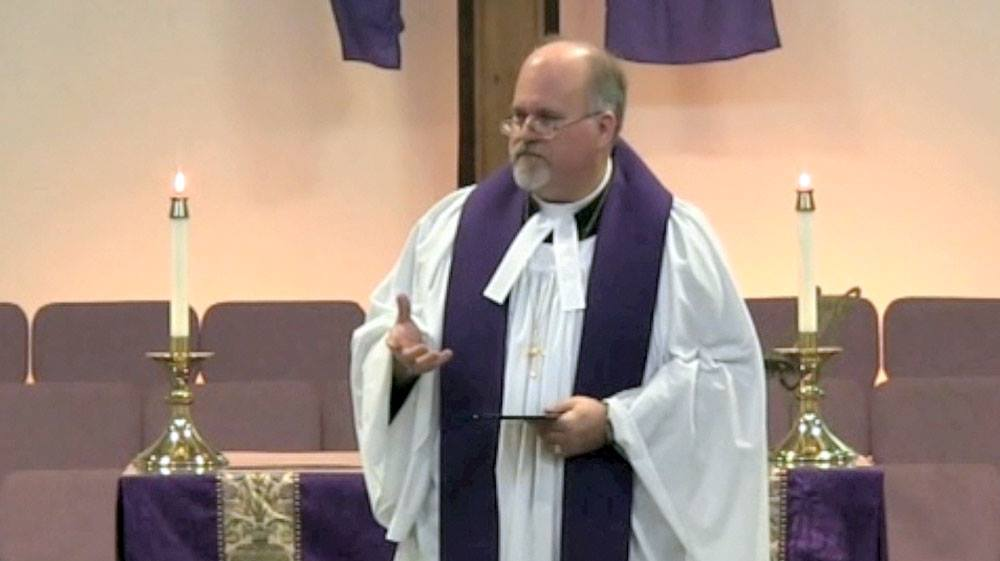
Ministro metodista ministro vistiendo una sotana, investido con una sobrepelliz y una estola, con bandas de predicación unidas a su alzacuello

Un ministro, en el cristianismo, es una persona creyente, autorizada por una Iglesia u otra organización religiosa para realizar funciones eclesiásticas, como pueden ser la enseñanza de las creencias, una serie de servicios destacados como bodas, bautizos o funerales o el de proporcionar una guía espiritual a la comunidad. 
En las iglesias católica, anglicana, ortodoxa, luterana nórdica y ortodoxas orientales, se enfatiza el concepto de sacerdocio. En otras confesiones cristianas, como en las iglesias baptista, congregacionalista, metodista, presbiteriana o reformada, el término 'ministro' generalmente se refiere a un miembro del clero ordenado que dirige una congregación o participa con un determinado papel en un ministerio paraeclesial. Esa persona puede servir como presbítero, pastor, predicador, obispo, capellán o anciano.
Con respecto a las denominaciones eclesiásticas, a muchos ministros se les llama 'reverendo'. Sin embargo, como título, algunos otros utilizan el apelativo de 'pastor' o 'padre'.

## Origen
El término proviene del latín minister ('sirviente', 'asistente'), que a su vez se deriva de minus ('menos, menor'). En griego antiguo, διάκονος, diákonos, utilizado en el Nuevo Testamento, también se traduce como ministro, en el sentido de "siervo".
El ministerio es el servicio que un creyente realiza de acuerdo con una llamada particular de Dios, para la Iglesia y la misión.
En la Epístola a los Efesios, capítulo 4, versículo 11, Pablo de Tarso relata cinco ministerios: el de apóstol, profeta, evangelista, pastor y maestro. En la Primera Epístola a Timoteo (capítulo 3, versículos 1-13) precisa las cualificaciones para el ministerio. Las principales virtudes requeridas son la sinceridad, la fidelidad conyugal, la templanza, la sobriedad y la hospitalidad.

## Uso actual

### Catolicismo
En el catolicismo, el ministerio designa a los miembros del clero, ya sea el diácono, el sacerdote, el obispo, el cardenal o el papa.

### Protestantismo
En las iglesias protestantes, y en particular en las reformadas, el ministerio designa a los fieles llamados a ejercer un ministerio, es decir, una función reconocida al servicio de la Iglesia local o nacional.
Es así porque el ministerio pastoral no es la única función eclesiástica que se considera orgánicamente necesaria para la Iglesia y su misión. En la eclesiología de Martin Bucer y Jean Calvin, junto a los pastores existe un lugar para los ancianos, los doctores y los diáconos. En resumen, los pastores predican, los ancianos dirigen, los doctores enseñan y los diáconos ayudan a los pobres.
El ministerio del obispo, con funciones de supervisión sobre un grupo de pastores, está presente en algunas denominaciones cristianas protestantes.

### Cristianismo evangélico
En el cristianismo evangélico, el ministerio se direcciona a todo creyente nacido de nuevo que tenga una llamada de Dios. Están los ministros instituidos de pastor, diácono, líder de alabanza (Kantor) y evangelista. También pueden estar presentes otros ministerios, como el anciano con funciones similares al de pastor. En varias comunidades, la iglesia está dirigida por un consejo de ancianos, con un fuerte énfasis en la colegialidad. Cuando hay pastor, es solo uno de los miembros del consejo, sin autoridad superior. El ministerio de obispo con una función de supervisión de las iglesias a escala regional o nacional está presente en todas las denominaciones cristianas evangélicas, aunque los títulos de presidente del consejo o de supervisor general se utilizan predominantemente para esta función. El término obispo se usa explícitamente en determinadas denominaciones. En algunas iglesias del movimiento de la Nueva Reforma Apostólica, hay presencia de cinco ministerios, los de apóstol, profeta, evangelista, pastor y maestro.
La formación de los ministros se realiza en un instituto de teología evangélica por un período de entre un año (certificado) a cuatro años (licenciado, maestría) en teología evangélica. Los ministros pueden casarse y tener hijos. El pastor suele ser ordenado en una ceremonia llamada consagración pastoral.

### Ministerios femeninos
Algunas denominaciones cristianas evangélicas permiten oficialmente el ministerio pastoral de mujeres en las iglesias. La primera mujer baptista que fue consagrada pastora fue la norteamericana Clarissa Danforth en la denominación Baptistas libres (Free Will Baptist) en 1815. Posteriormente, también se llevaron a cabo otras ordenaciones de pastoras en varias denominaciones. En 1882, en las Iglesias Bautistas Americanas EE. UU., en las Asambleas de Dios de los Estados Unidos, en 1927, en 1965, en la Convención Bautista Nacional, EE. UU., en 1969, en la Convención Bautista Nacional Progresista, y en 1975, en la Iglesia Cuadrangular.